# André Boerstra
Andries „André“ Cornelis Dries Boerstra (* 11. Dezember 1924 in Bandung; † 17. März 2016 in Den Haag) war ein niederländischer Hockeyspieler, der bei den Olympischen Spielen 1948 die Bronzemedaille und bei den Olympischen Spielen 1952 die Silbermedaille gewann.

## Karriere
André Boerstra spielte als Stürmer für den Haagsche Hockey & IJshockey Club (HHIJC) (heute aufgegangen im HC Klein Zwitserland), der Ende der 1940er Jahre und Anfang der 1950er Jahre viermal niederländischer Meister wurde. 
Boerstra absolvierte 48 Länderspiele in der Nationalmannschaft. 
1948 bei den Olympischen Spielen in London belegten die Niederländer in der Vorrunde den zweiten Platz hinter der pakistanischen Mannschaft, wobei Pakistan das Spiel gegen die Niederlande mit 6:1 gewonnen hatte. Im Halbfinale setzte sich die indische Mannschaft gegen die Niederländer durch, die britische Mannschaft besiegte Pakistan. Das erste Spiel um Bronze zwischen den Niederlanden und Pakistan endete 1:1, im Wiederholungsspiel gewannen die Niederländer mit 4:1 und erhielten die Bronzemedaille. Boerstra erzielte beim 4:1-Sieg den Ausgleichstreffer.
Bei den Olympischen Spielen 1952 in Helsinki nahmen nur zwölf Mannschaften am Hockeyturnier teil. In der ersten Runde erhielten vier Mannschaften ein Freilos, darunter die Niederländer. Im Viertelfinale besiegten die Niederländer die deutsche Mannschaft mit 1:0. Ebenfalls mit 1:0 endete das Halbfinale gegen die pakistanische Mannschaft, den entscheidenden Treffer erzielte Leonard Wery. Im Finale unterlagen die Niederländer der indischen Mannschaft mit 1:6.
Nach seiner sportlichen Karriere war Boerstra als Ingenieur für Royal Dutch Shell, später für Bols tätig.